# Shelia Burrell
Shelia Burrell, född den 15 januari 1972, är en amerikansk före detta friidrottare som tävlade i mångkamp.
Burrell deltog vid VM 1999 där hon slutade på en elfte plats i sjukamp med 6 162 poäng. Hon var även med vid Olympiska sommarspelen 2000 och blev där 26:a med 5 345 poäng.
Hennes stora genombrott kom när hon blev bronsmedaljör vid VM 2001 i Edmonton med det nya personliga rekordet 6 472 poäng. Hennes sista internationella mästerskap blev Olympiska sommarspelen 2004 då hon slutade på en fjärde plats med 6 296 poäng.